# Казалине ди Сото II (Виченца)
Казалине ди Сото II је насеље у Италији у округу Виченца, региону Венето.
Према процени из 2011. у насељу је живело 13 становника. Насеље се налази на надморској висини од 80 м.